# Загидуллин, Раис Нуриевич
Раи́с Нури́евич Загиду́ллин (род. 20 февраля 1940, деревня Ишеево, Макаровский район(сейчас Ишимбайский район) БАССР) умер 21.10.2021 (осложнения коронавируса) — советский и российский химик-технолог, доктор технических наук, (1991), профессор (1999),  заслуженный деятель науки Российской Федерации (2007), заслуженный деятель науки Республики Башкортостан (2003), изобретатель СССР (1976).

## Биография
Родился в семье участника первой мировой войны, председателя ряда колхозов в Макаровском районе БАССР Нурмухамета Камалетдиновича Загидуллина.
Отец Раиса Нуриевича участвовал в подготовке документов по передаче земель около горы Шахтау для обеспечения сырьём Стерлитамакского содового завода, поэтому можно считать, что интерес к химии и к химической промышленности сыну передался от отца.
В 1956 г. Раис окончил семилетку в родной деревне и продолжил образование в Ахмеровской средней школе, после окончания которой поступил в Башкирский государственный университет (г. Уфа) (ныне Уфимский университет науки и технологий) и окончил его в 1964 г. по специальности химия (органическая химия).
В 1965 г. Р.Н. Загидуллин пришел на работу на Стерлитамакский химический завод (с 2006 г. - ОАО "Каустик"): был начальником лаборатории, с 1974 г. - начальником сектора, с 1988 г. - начальником центральной заводской лаборатории, с 1996 г. - заместителем начальника научно-технического центра; одновременно с 1997 г. заведовал отделом Стерлитамакского филиала АН РБ. С 2008 в Институте прикладных исследований АН РБ (г.Стерлитамак).
Вместе с работой на производстве Раис Нуриевич в 1974 г. окончил аспирантуру и защитил диссертацию на соискание ученой степени кандидата химических наук по специальности "Органическая химия" по теме: "Исследование химических превращений N-(-аминоэтил) пиперазина". В 1991 г. защитил докторскую диссертацию по специальности 05.17.04 - технология производств тяжелого (или основного) органического синтеза.
Внёс вклад в развитие химической промышленности Башкирии. Научные труды посвящены исследованиям в области химии ациклических и циклических ди‑ и полиаминов (создатель этого научного направления). Раисом Нуриевичем Загидуллиным разработаны и внедрены в производство свыше 50 разработок, в т.ч. ресурсосберегающие технологии получения пиперазина, триэтилентетрамина, полиэтиленполиаминов, ингибиторов коррозии, полиэлектролитов.
Опубликовал более 360 научных трудов, в том числе более 160 авторских свидетельств СССР и патентов РФ. 

## Публикации
- Многоосновные амины. Пиперазины. Т.1. Уфа, 2010;
- Многоосновные амины. Ациклические ди‑ и полиамины. Т.2. Уфа, 2011;
- Многоосновные амины. Синтез промышленно-важных соединений на основе ациклических ди‑ и полиаминов. Т.3. Уфа, 2013;
- Многоосновные амины. Разработка технологического процесса получения продуктов на основе ациклических ди- и полиаминов. Т. 4. Уфа, 2015.